# Supermarkets Italiani
Supermarkets Italiani S.p.A. è una società italiana che opera nella grande distribuzione organizzata con supermercati e superstore.

## Storia
Nata il 13 aprile 1957 per opera di Nelson Rockefeller, famiglia Caprotti e di alcuni soci è stata la prima catena di supermercati fondata in Italia. Il primo punto vendita fu aperto a Milano in viale Regina Giovanna il 27 novembre 1957, il locale era un'officina in disuso.
Tra gli azionisti che avviarono la società figurano Nelson Rockefeller (deteneva il 51%), Marco Brunelli (cofondatore, assieme a Guido Caprotti, anche dei Supermercati GS), Franco Bertolini, il senatore Mario Crespi con il fratello Vittorio, Laetitia Boncompagni Pecci Blunt. Nel febbraio del 1961 Bernardo Caprotti si recò a Ginevra portando con sé un assegno di 4 milioni di dollari per l'acquisto del 51% di Rockefeller..
Supermarkets Italiani fattura (nel 2013) circa 6,7 miliardi di euro con un utile di 180 milioni. Il valore degli immobili del gruppo (circa 150) è stimato attorno a 2 miliardi di euro.
La società è, grazie alla controllata Esselunga, la ventitreesima azienda italiana per fatturato, quarta nella grande distribuzione organizzata.
L'azienda conta oltre 23.000 dipendenti ed è stata presieduta per gran parte della propria storia da Bernardo Caprotti. Dopo la morte di quest'ultimo, il 30 settembre 2016, il 70% delle quote è stato ereditato dalla seconda moglie, Giuliana Albera, e dalla figlia avuta con lei, Marina Caprotti. Giuliana Albera e Marina Caprotti hanno poi acquisito il restante 30% ereditato dai figli del primo matrimonio di Bernardo Caprotti.

## Società controllate
Distribuzione
- Esselunga Spa

La più importante controllata di Supermarkets Italiani è la catena di supermercati Esselunga, che ha 158 punti vendita sparsi in Italia.
- Atlantic Srl

Società che gestisce i bar presenti nelle gallerie commerciali del gruppo.
- Esserbella Spa

Società che gestisce le profumerie presenti nelle gallerie commerciali del gruppo.
Finanziaria
- Fudfina Spa

Nasce nel giugno del 2006 come società finanziaria di gestione delle partecipazioni.
Nel settembre dello stesso anno il capitale sociale passa da 10 000 a 400 milioni di euro e, a fronte di un riassetto societario, il 70% di Esselunga passa sotto Fudfina.
Sviluppo immobiliare
- Finco Srl

Società, controllata al 100% da Esselunga, di promozione e sviluppo immobiliare.
- Iridea Srl

Società attraverso la quale vengono acquistati gli immobili di Esselunga.
- La Villata/Villata Partecipazioni Spa

Società che amministra circa 100 dei 150 immobili (valore stimato intorno ai 2 miliardi di euro) nei quali sono situati i punti vendita Esselunga. Prende nome da "La Villata", la tenuta della famiglia Caprotti situata in Corsica.
- Orofin Srl

Orofin raccoglie i circa 50 immobili rimanenti.
Servizi
- Fidaty Spa

Società che gestisce il sistema di fidelizzazione al cliente del gruppo.